# Kruiningen

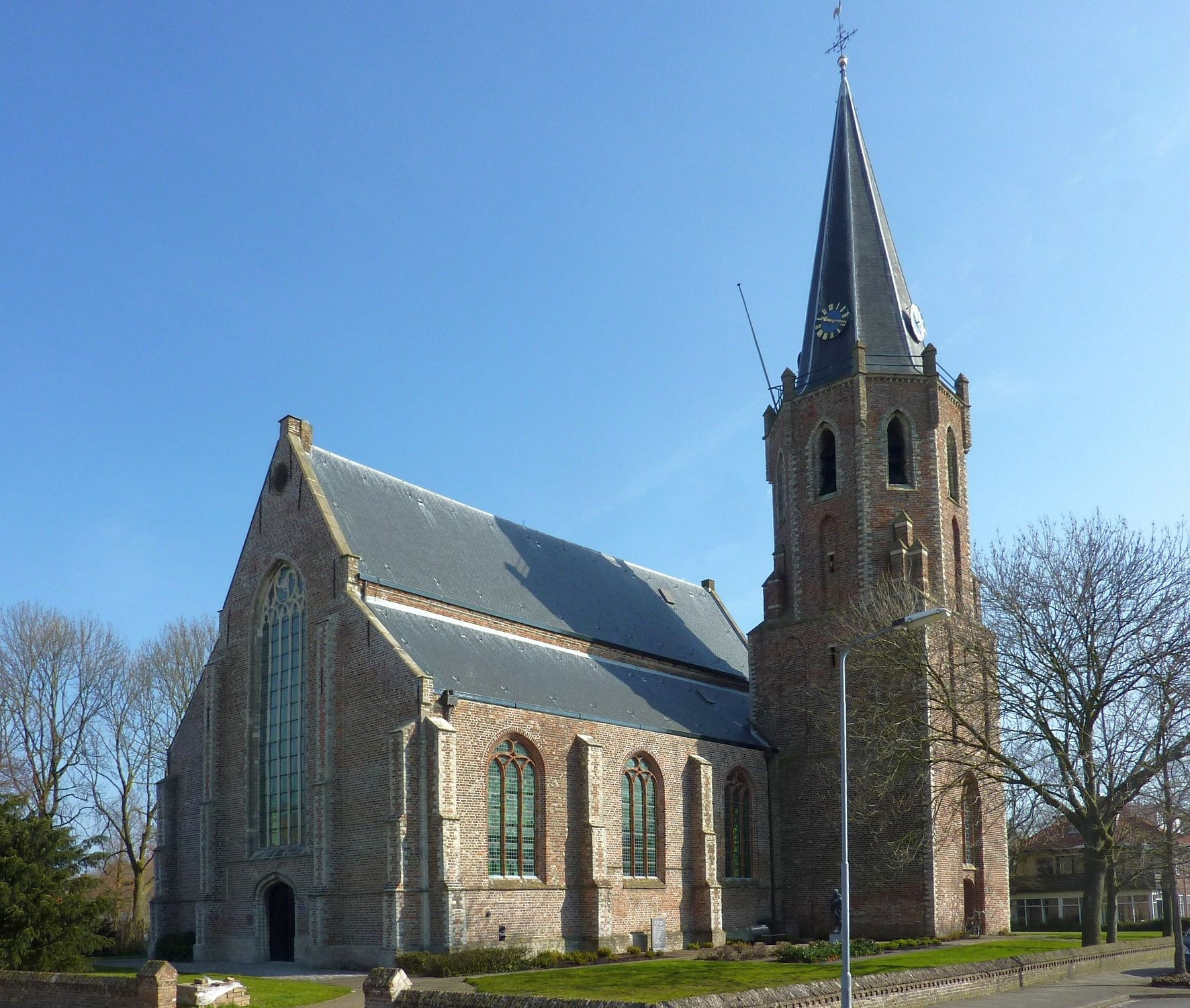
Johanneskerk

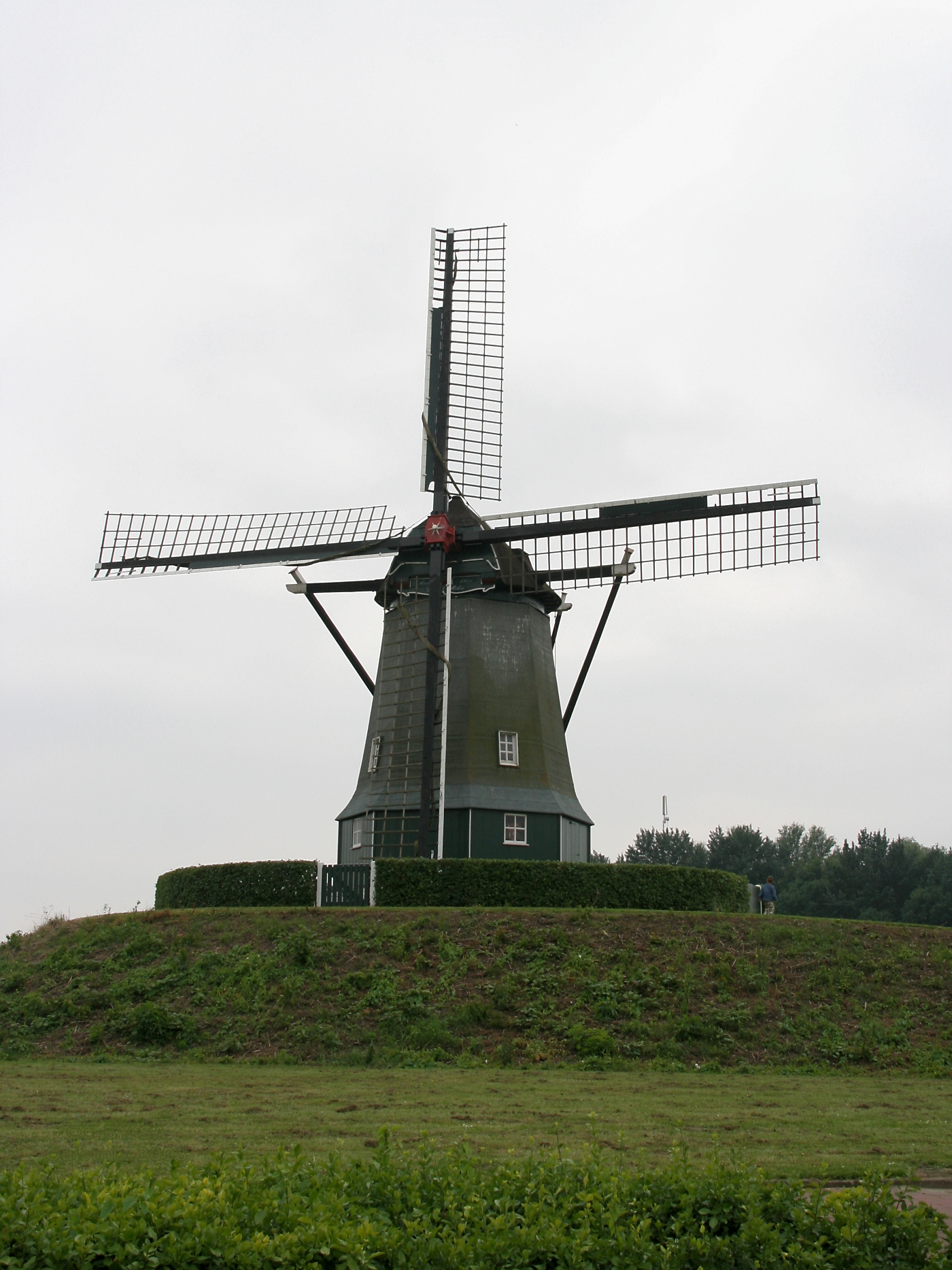
De Oude Molen

Kruiningen (Zeeuws: Krunege) is een plaats in de Nederlandse provincie Zeeland, gelegen op Zuid-Beveland. Per 1 januari 2023 had het dorp 4.855 inwoners. Kruiningen maakt deel uit van de gemeente Reimerswaal, waarvan het de hoofdplaats is. Tot 1970 was het een zelfstandige gemeente waar ook Hansweert en een gedeelte van Oostdijk toe behoorden. Gemeente Kruiningen werd opgeheven op 1 januari 1970; samen met de gemeenten Rilland-Bath, Krabbendijke, Waarde en Yerseke ging het toen deel uitmaken van de nieuwgevormde gemeente Reimerswaal.
Kruiningen verwierf enige bekendheid als vertrek- en aankomstplaats van de veerdienst Kruiningen-Perkpolder. In 2003 werd deze veerdienst opgeheven in verband met de opening van de Westerscheldetunnel. In Kruiningen ligt het treinstation Kruiningen-Yerseke.

## Geschiedenis
De plaats waar Kruiningen is ontstaan, behoorde tot een van de oorspronkelijke eilandjes die later Zuid-Beveland vormden. De omgeving werd bedijkt door monniken van de abdijen van Ten Duinen en Ter Doest.
Het dorp was in de 14e eeuw door een gracht omgeven. Naast de kerk stond sinds de 13e eeuw het kasteel van Kruiningen, gebouwd door de adellijke familie Van Kruiningen. Het kasteel was het bestuurlijk centrum van de heerlijkheid. In 1720/1721 liet de toenmalige eigenaar het kasteel afbreken. Aan de oostzijde van het dorp stond tevens het kasteel Voorhoute, dat in 1751 is afgebroken.
Kruiningen werd zwaar getroffen tijdens de watersnood van 1953: 62 inwoners kwamen om het leven en het gehele dorp kwam gedurende een half jaar onder de invloed van eb en vloed te staan.
De Johanneskerk is na een brand, waarbij de toren uit de 14e eeuw behouden bleef, herbouwd in de 15e en 16e eeuw. In de kerk staat de graftombe van Arnoud van Cruningen (overleden 1561), een heer uit het geslacht Van Kruiningen. De achtkante korenmolen De Oude Molen is gebouwd in 1801. Nabij het dorp ligt natuurgebied Den Inkel, een weel die is ontstaan bij de dijkdoorbraak in 1953.

## Naam
Aan het begin van de 13e eeuw komt de naam Kruiningen voor als Cruninga, Cruninc en Cruninghe. De betekenis van de naam is plaats met een kruin als kenmerk, waarbij een kruin een verhoging in het landschap is, in dit geval wellicht een kreekrug.

## Wapen en vlag
Het wapen van Kruiningen, in goud drie palen van sabel (zwart), is het wapen van de Heren van Kruiningen. Nadat dit geslacht in de 17e eeuw is uitgestorven bleef het in gebruik als wapen van de heerlijkheid en werd het op 31 juli 1817 bevestigd als gemeentewapen.
De vlag van Kruiningen is gelijk aan het gemeentewapen en werd door de gemeenteraad ingesteld op 2 augustus 1954.

## Kerken
Kruiningen kent een groot aantal kerkgenootschappen, onder meer een Gereformeerde Gemeente, een Gereformeerde Gemeente in Nederland, Vrije Gereformeerde Gemeente, Protestantse kerk in Nederland en een Hersteld Hervormde Kerk.

## Bezienswaardigheden
- Johanneskerk,[3] schip uit de tweede helft van de 15e eeuw. Graftombe voor Arnoud van Cruningen, 1561
- De Oude Molen, 1801

## Geboren in Kruiningen
- Harry van Kruiningen (1906–1996), pseudoniem van de schilder en graficus Henri Adelbert Janssen
- Quinten Waverijn (1926–2006), politicus
- Daan Manneke (*1939), componist, dirigent en organist

## Afbeeldingen

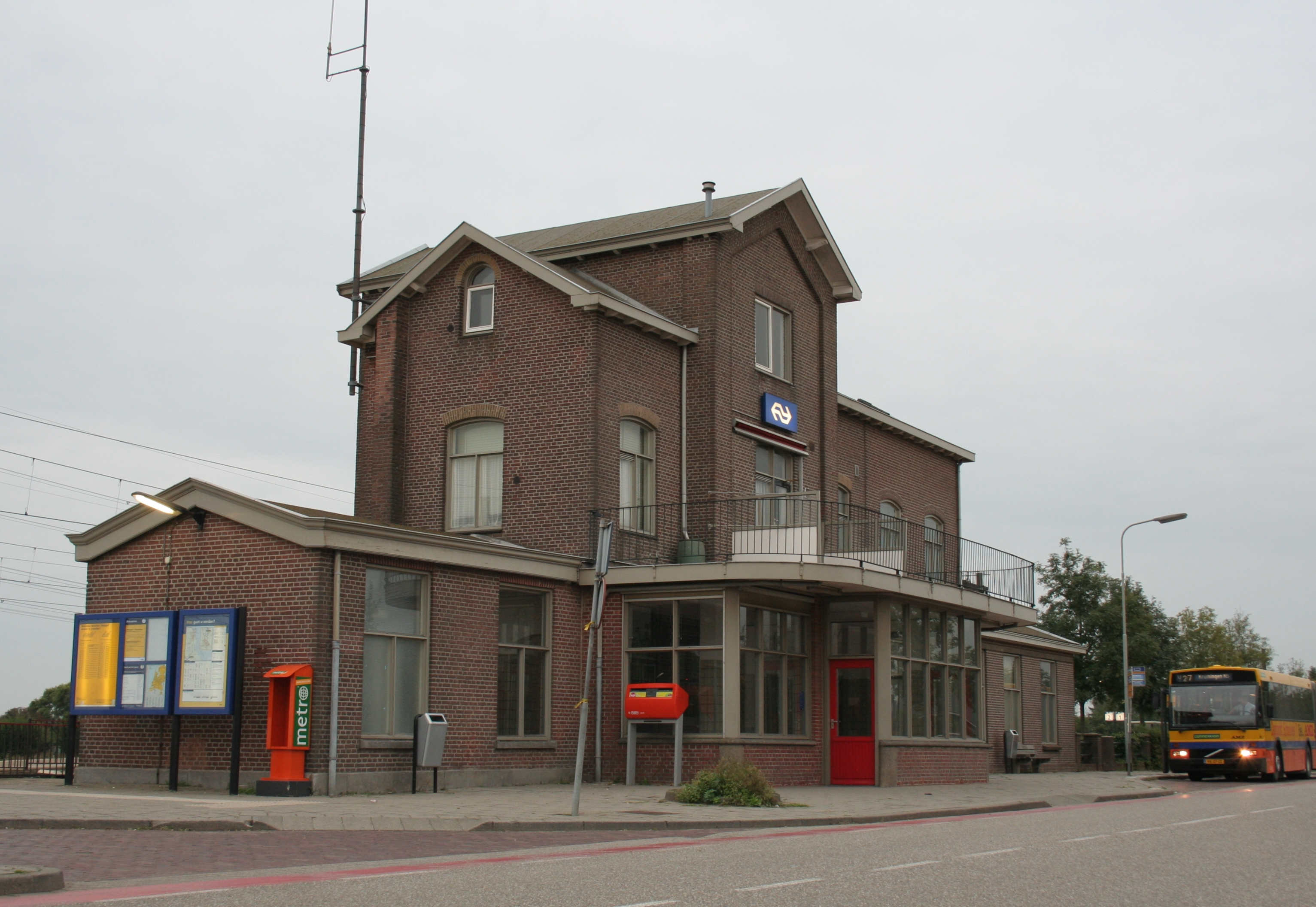
Station Kruiningen-Yerseke
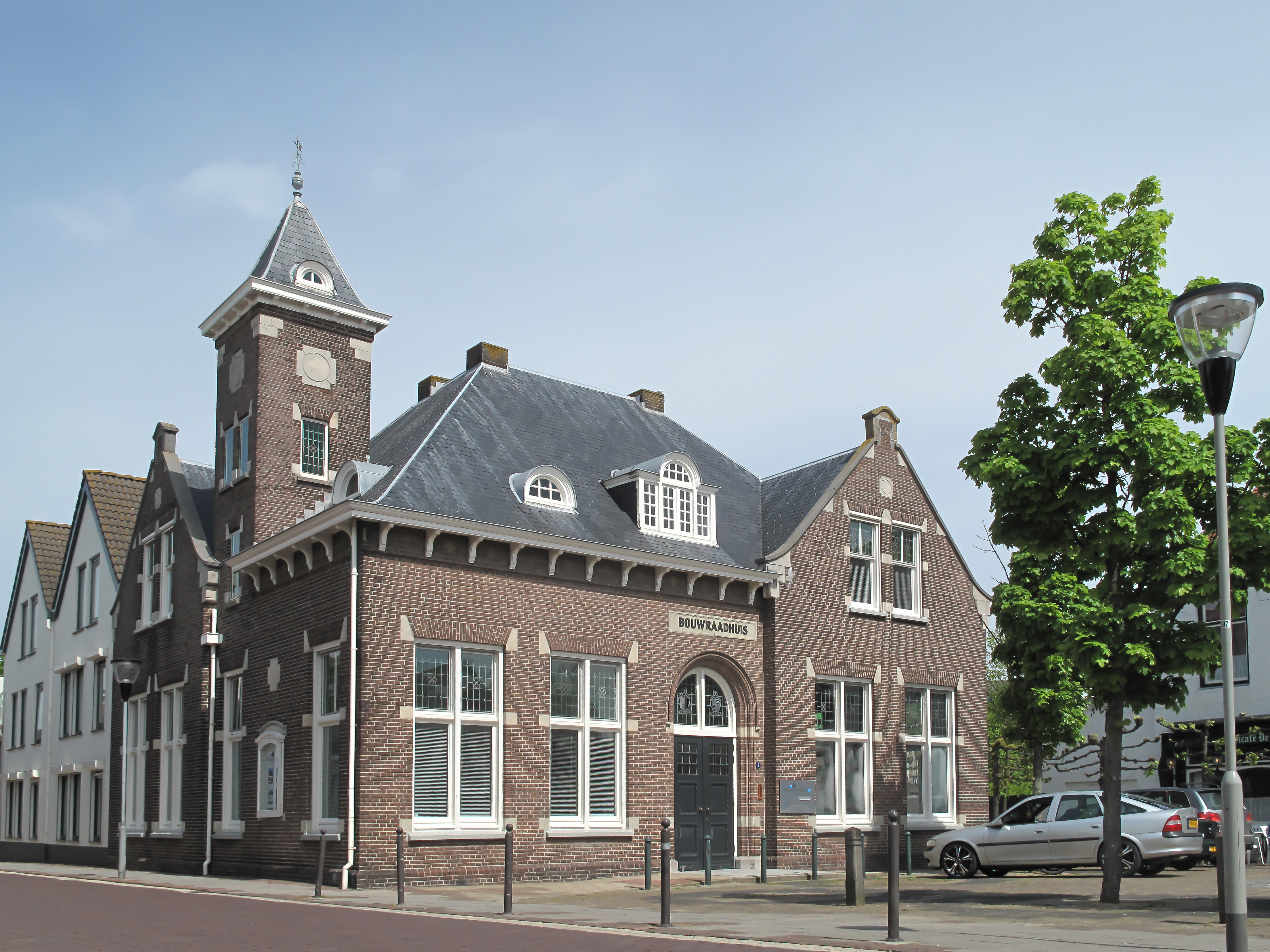
Bouwraadhuis
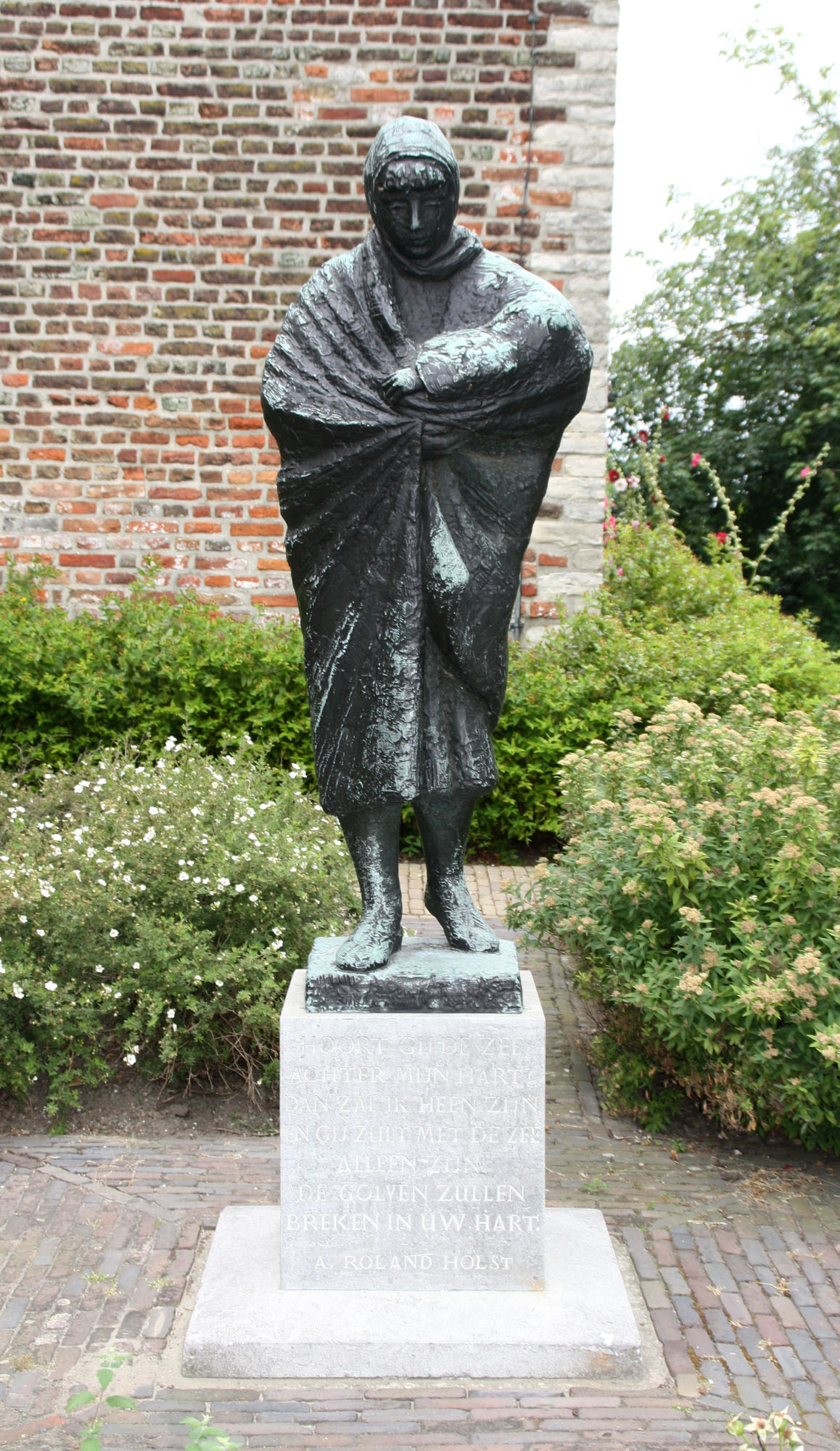
Watersnoodmonument, Jan Wolkers 1957